# Schweizer Briefmarken Zeitung
Die Schweizer Briefmarken Zeitung (SBZ) ist ein philatelistische Fachzeitschrift und offizielles Organ des Verbandes Schweizerischer Philatelistenvereine. Sie ist die weltweit drittälteste heute noch erscheinende Fachzeitschrift für Briefmarkensammler und älteste noch existierende Verbands- und Fachzeitschrift im deutschsprachigen Raum. Jedes Mitglied der am Verband angeschlossenen Vereine erhält jeweils ein Exemplar, sie ist außerdem ohne eine Mitgliedschaft abonnierbar. Die Beiträge erscheinen hauptsächlich in deutscher und französischer Sprache. Es gibt 9 Ausgaben im Jahr.

## Geschichte
Die erste Schweizer Briefmarkensammlerzeitschrift gab es 1875 mit der Schweizerischen Briefmarkenzeitung, die aber nur für wenige Monate erschien, nach nur vier Ausgaben in Internationale Briefmarkenzeitung umbenannt und 1876 eingestellt wurde. Von 1879 bis 1887 gab es noch eine weitere Schweizer Briefmarkenzeitschrift. Diese heißt ursprünglich Schweizer Briefmarken-Zeitung, wurde dann gegen Ende 1879 in Schweizer Illustrierte Briefmarken-Zeitung umbetitelt. 
Im November 1888 erschien die erste Probeausgabe der Schweizer Briefmarken Zeitung, damals noch mit dem Namen Schweizer Briefmarken-Journal. Die Umbenennung in den heutigen Namen erfolgte bereits 1894. Zunächst waren die Herausgeber verschiedene, wechselnde Vereine bzw. Verbände, aber schon mit Nr. 1 des 6. Jahrgangs war sie Organ des Zentralverbandes der Schweiz, es folgten noch andere Vereine die das Blatt zwischenzeitlich herausbrachten.
In den 1960er Jahren hatte die SBZ eine Auflage von 6.000 Stück und zu den besten Zeiten gegen 25.000 Stück. 2013 lag die Auflage bei 10.500 Exemplaren mit weiter fallender Tendenz.